# Ad Iubileum
Ad Iubileum je dvojni album Delavske godbe Trbovlje, ki je izšel leta 2003 v samozaložbi. S tem albumom je Delavska godba Trbovlje zaznamovala stoto obletnico obstoja in aktivnega delovanja, ki ga je praznovala v letu 2003. Skladbe so bile posnete v živo na koncertih Delavske godbe Trbovlje v Delavskem domu Trbovlje pod umetniškim vodstvom prof. Alojza Zupana. Album vsebuje dve zgoščenki – prvo z naslovom O črnem zlatu in drugo z naslovom O ognju.

## Seznam skladb
| I. O črnem zlatu | I. O črnem zlatu                            | I. O črnem zlatu  | I. O črnem zlatu | I. O črnem zlatu |
| Št.              | Naslov                                      | Glasba            | Priredba         | Dolžina          |
| ---------------- | ------------------------------------------- | ----------------- | ---------------- | ---------------- |
| 1.               | „Trboveljska rapsodija‟                     | Bojan Adamič      |                  | 11:10            |
| 2.               | „There's No Business Like Show Business‟    | Irving Berlin     | Naohiro Iwai     | 4:49             |
| 3.               | „Ballade, solo for Alto Saxophone and Band‟ | Alfred Reed       |                  | 3:49             |
| 4.               | „A Bernstein Tribute‟                       | Leonard Bernstein | Clare Grundman   | 6:55             |
| 5.               | „Moment for Morricone‟                      | Ennio Morricone   | Johan de Meij    | 7:37             |
| 6.               | „Scenes for Band‟                           | Manfred Schneider | Koos Mark        | 9:09             |
| 7.               | „Promenada‟                                 | Vinko Štrucl      |                  | 3:36             |
| Skupna dolžina:  | Skupna dolžina:                             | Skupna dolžina:   | Skupna dolžina:  | 47:05            |

| II. O ognju     | II. O ognju                                                                           | II. O ognju             | II. O ognju           | II. O ognju |
| Št.             | Naslov                                                                                | Glasba                  | Priredba              | Dolžina     |
| --------------- | ------------------------------------------------------------------------------------- | ----------------------- | --------------------- | ----------- |
| 1.              | „La gazza ladra‟ (uvertura)                                                           | Gioacchino Rossini      | Lucien Cailliet       | 9:41        |
| 2.              | „Die schöne Galathea‟ (uvertura)                                                      | Franz von Suppé         | Pieter Jan Molenaar   | 6:39        |
| 3.              | „La nozze di Figaro‟ (uvertura)                                                       | Wolfgang Amadeus Mozart | Earl Slocum           | 4:26        |
| 4.              | „Preludio all'atto I dall'opera "Ernani" / Coro dei gitani dall'opera "Il Trovatore"‟ | Giuseppe Verdi          | Franco Cesarini       | 5:21        |
| 5.              | „Pomp and Circumstance Nr. 1‟                                                         | Edward Elgar            | Henk van Lijnschooten | 6:06        |
| 6.              | „Rokovnjači‟ (uvertura)                                                               | Viktor Parma            | Stjepan Dlesk         | 6:14        |
| 7.              | „Manin Veen‟                                                                          | Haydn Wood              |                       | 10:19       |
| 8.              | „Poème du Feu: I. Maestoso‟                                                           | Ida Gotkowsky           |                       | 6:18        |
| 9.              | „Poème du Feu: II. Prestissimo‟                                                       | Ida Gotkowsky           |                       | 6:03        |
| Skupna dolžina: | Skupna dolžina:                                                                       | Skupna dolžina:         | Skupna dolžina:       | 61:07       |

Solist: Jure Cizej (saksofon) pri skladbi »Ballade, solo for Alto Saxophone and Band«

Dirigent: prof. Alojz Zupan